# أكمة المشراح (السياني)

تعديل مصدري - تعديل

اكمه المشراح محلة تابعة لقرية جحب، التابعة لعزلة ذي شراق بمديرية السياني إحدى مديريات محافظة إب في الجمهورية اليمنية.، بلغ تعداد سكانها 47 حسب تعداد اليمن لعام 2004.